# 柬埔寨国家电视台
柬埔寨国家电视台是柬埔寨的国家电视台，总部设在该国首都金边。

## 发展历史
柬埔寨国家电视台于1954年成立，当时只推出电台服务。1966年推出电视节目。1975年4月17日因战乱与红色高棉占领金边后被破坏。1983年重建。自此后柬埔寨国家电视台每周播放3天，每周共播放4个小时。当时只有首都金边的居民能收看电视节目。1986年，柬埔寨国家电视台改用1千瓦的发射机，播放时长增加到每天4-5小时。1998年，播出时间延长到9小时。现在的柬埔寨国家电视台每天从上午11点30至晚上11点播放节目，全国60%的人口能收看。

## 频道
柬埔寨国家电视台一共有两个电视频道：TVK1、TVK2。并在金边以及10个省份各设有一个分台。